# Ifeanyi Udeze
Ifeanyi Udeze (ur. 21 lipca 1980 w Lagos) – piłkarz nigeryjski grający na pozycji lewego obrońcy.

## Kariera klubowa
Udeze urodził się w dawnej stolicy Nigerii, Lagos. Po dobrym występie w Meridian Cup w 1997 roku trafił do zespołu Bendel Insurance FC. W zespole z miasta Benin nie rozegrał nawet jednego pełnego sezonu i w drugiej połowie roku wyjechał do greckiego zespołu AO Kawala (grał tam między innymi z Leszkiem Piszem). W Alpha Ethniki zadebiutował 15 listopada 1997 w wygranym 5:1 meczu z PAE Kalamata. Miał wówczas 17 lat i szybko wywalczył miejsce na lewej obronie Kawali będąc jednym z najmłodszych graczy ligi greckiej w tamtym sezonie. Z Kawalą, w której rozegrał 22 mecze, zajął 13. pozycję w lidze. Rok później z Kawalą sezon zakończył na jeszcze wyższej pozycji – 10. i miał w tym udział w 14 rozegranych ligowych meczach, w których grał na pozycji lewego pomocnika. W greckim średniaku grał jeszcze przez rok (sezon 1999/2000) - 23 ligowe mecze – i zajął z nim 7. pozycję.
Latem 2000 przeszedł do silniejszego klubu, jakim był PAOK FC. Rozegrał dobry sezon i miał udział w zdobyciu Pucharu Grecji. Zagrał w wygranym 4:2 finale z Olympiakosem Pireus. W Pucharze UEFA Udeze również rozegrał dobre mecze – zwłaszcza błyszczał w dwumeczu z Udinese Calcio, dzięki temu po sezonie był bliski przejścia do klubu z Włoch, ale ostatecznie został w Grecji. Z PAOK-iem odpadł w 3. rundzie po meczach z PSV Eindhoven. W sezonie 2001/2002 zagrał w 14 meczach ligi greckiej i z drużyną PAOK-u ukończył sezon na 4. miejscu dającym start w Pucharze UEFA. Początek sezonu 2002/2003 nie był zbyt udany w wykonaniu Udeze. Nie miał on pewnego miejsca w składzie w rundzie wiosennej i zagrał w niej tylko 3 mecze, a w styczniu 2003 został wypożyczony na pół roku do drużyny z ogona tabeli Premiership, West Bromwich Albion. W Premiership zadebiutował 29 stycznia w przegranym 0:1 domowym meczu z Charlton Athletic, w którym to zagrał pełne 90 minut. Jego 11 meczów w lidze nie pomogło jednak drużynie WBA w utrzymaniu się w Premiership i zajmując przedostanie 19. miejsce spadła ona do Football League Championship. Latem 2003 Ifeanyi powrócił do Salonik i w sezonie 2003/2004 zajął 3. miejsce w Alpha Ethniki (rozegrał 17 meczów). W sezonie 2004/2005 znów był graczem podstawowej jedenastki na lewej obronie i przez cały sezon prezentował wysoką i stabilną formę. Zagrał w 27 meczach ligowych, w lidze zajął 5. miejsce, a drużyna po odpadnięciu z eliminacji do Ligi Mistrzów doszła do 1. rundy Pucharu UEFA, z której odpadła po dwumeczu z AZ Alkmaar. Sezon 2005/2006 był jak się później okazało ostatnim dla Udeze w barwach PAOK-u. Zagrał w 26 meczach, zdobył 1 gola (swojego pierwszego na greckich boiskach) i zakończył sezon na 6. pozycji w tabeli. Po sezonie z powodu kilkumiesięcznego niewypłacenia przez PAOK zarobków dla Udeze, zawodnik ten zdecydował się rozwiązać kontrakt z tym klubem i na zasadzie wolnego transferu trafił do AEK Ateny. Z AEK-iem pierwszym sukcesem był awans do Ligi Mistrzów w 2006 roku, w której Udeze zagrał w 2 meczach.
| Sezon   | Klub                 | Kraj    | Rozgrywki               | Mecze | Bramki |
| ------- | -------------------- | ------- | ----------------------- | ----- | ------ |
| 1997    | Bendel Insurance FC  | Nigeria | Premier League (NGA)    | ?     | ?      |
| 1997/98 | AO Kawala            | Grecja  | Alpha Ethniki           | 22    | 0      |
| 1998/99 | AO Kawal             | Grecja  | Alpha Ethniki           | 14    | 0      |
| 1999/00 | AO Kawala            | Grecja  | Alpha Ethniki           | 23    | 0      |
| 2000/01 | PAOK FC              | Grecja  | Alpha Ethniki           | 16    | 0      |
| 2001/02 | PAOK FC              | Grecja  | Alpha Ethniki           | 14    | 0      |
| 2002/03 | PAOK FC              | Grecja  | Alpha Ethniki           | 3     | 0      |
| 2002/03 | West Bromwich Albion | Anglia  | Premiership             | 11    | 0      |
| 2003/04 | PAOK FC              | Grecja  | Alpha Ethniki           | 17    | 0      |
| 2004/05 | PAOK FC              | Grecja  | Alpha Ethniki           | 27    | 0      |
| 2005/06 | PAOK FC              | Grecja  | Alpha Ethniki           | 26    | 1      |
| 2006/07 | AEK Ateny            | Grecja  | Alpha Ethniki           | 3     | 0      |
| 2007/08 | PAOK FC              | Grecja  | Alpha Ethniki           | 0     | 0      |
|         |                      |         | Łącznie w Alpha Ethniki | 165   | 1      |
|         |                      |         | Łącznie w Premiership   | 11    | 0      |

## Kariera reprezentacyjna
Reprezentacyjną karierę Udeze rozpoczął od występów w reprezentacji Nigerii Under-17, z którą w 1997 roku wygrał puchar Meridian Cup rozegrany w Portugalii. Właśnie po tym turnieju, udanym dla niego, otrzymał propozycje z europejskich klubów.
W 2001 roku Jo Bonfrère powołał Udeze na mecz kwalifikacyjny do Pucharu Narodów Afryki 2002 z Zambią. Jego debiutem w narodowej reprezentacji był jednak mecz z Sudanem, rozegranym 27 stycznia 2001. Ifeanyi zastąpił wówczas na lewej obronie Celestine Babayaro, a Bonfrere ocenił jego występ jako bardzo dobry.
W 2002 roku został powołany do kadry na PNA w Mali. Grał na tym turnieju na tyle dobrze, że został wybrany do Najlepszej Jedenastki mistrzostw razem z innymi rodakami, Taribo Westem i Juliusem Aghahową. Z Nigerią zajął 3. miejsce w tym turnieju. Latem został także członkiem 23-osobowej kadry na finały MŚ w Korei i Japonii. Tam z powodu kartek ominął go pierwszy mecz z Argentyną, ale w kolejnych - ze Szwecją (1:2) oraz Anglią (0:0), rozegrał po 90 minut. Nigeria jednak zajęła ostatnie miejsce w grupie i nie awansowała do 1/8 finału.